# John Leveson-Gower
John Leveson-Gower (11. července 1740 – 15. srpna 1792) byl britský admirál. Do námořnictva vstoupil za sedmileté války, později se zúčastnil různých válek v Evropě i v koloniích. V administraci Royal Navy zastával funkci prvního námořního lorda (1783–1789) a v roce 1787 dosáhl hodnosti kontradmirála. Byl též poslancem Dolní sněmovny.

## Životopis
Pocházel z vlivné šlechtické rodiny Leveson-Gower, narodil se jako šestý syn Johna Leveson-Gowera, 1. hraběte Gowera (1694–1754) z jeho třetího manželství s Mary Tufton, ovdovělou hraběnkou z Haroldu (1701–1785). Studoval soukromě a již v dětství vstoupil do Royal Navy. Za sedmileté války dosáhl hodnosti poručíka (1758) a v bitvě u Lagosu (1759) měl již samostatné velení lodi. Již v devatenácti letech byl jmenován kapitánem (1760) a pod admirálem Saundersem sloužil ve Středomoří. Po sedmileté válce vystřídal službu v Karibiku a Lamanšském průlivu, nějakou dobu působil také v Plymouthu. Ve válce proti USA bojoval s admirálem Keppelem v bitvě u Ushantu (1778). Keppel byl kvůli neúspěchu postaven před válečný soud, kde Leveson-Gower svědčil v jeho prospěch. Poté dočasně rezignoval na aktivní službu a žil v soukromí.
Do služby na moři se vrátil po pádu Northovy vlády a pod admirálem Howem sloužil v Lamanšském průlivu a zúčastnil se také posledních bojových akcí proti Francii u Gibraltaru. V dubnu 1783 byl jmenován lordem admirality a v této funkci setrval v Pittově vládě do roku 1789. Protože byl ve sboru lordů admirality tehdy jediným námořním důstojníkem, byl označován jako první námořní lord. V letech 1784–1792 byl též poslancem Dolní sněmovny a na půdě parlamentu příležitostně vystupoval k tématům námořnictva. Souběžně byl nadále v aktivní službě na moři, v roce 1785 doprovázel prince Williama na plavbě kolem Britských ostrovů a v roce 1787 dosáhl hodnosti kontradmirála. Sloužil v Lamanšském průlivu a v roce 1788 byl vyslán s eskadrou do Karibiku. Po návratu do Evropy zakončil svou kariéru ve flotile admirála Hooda.
Zemřel náhle na mrtvici ve věku 52 let ve svém domě ve Wokinghamu v hrabství Berkshire.
V roce 1773 se oženil s Frances Boscawen (1746–1813), dcerou admirála Edwarda Boscawena. Měli spolu sedm dětí, nejstarší syn John Leveson-Gower (1774–1816) dosáhl za napoleonských válek hodnosti generála a byl též poslancem Dolní sněmovny. Druhorozený syn Edward (1776–1853) byl kontradmirálem, třetí syn Augustus (1782–1802) se jako kapitán Royal Navy utopil na Jamajce.
Ze tří manželství svého otce měl celkem jedenáct sourozenců. Nejvýznamnější z nich byl Granville Leveson-Gower, 1. markýz ze Staffordu (1721–1803), který díky svým pozicím u dvora a ve státní správě přispěl k Johnovu rychlému postupu u námořnictva.